# 吕伯涛
吕伯涛（1945年11月—），男，山西平定人，中华人民共和国政治人物，曾任广东省高级人民法院院长。党组书记，二级大法官。